# Metin Topaktaş
Metin Topaktaş (ur. 15 lipca 1967) – turecki zapaśnik w stylu wolnym. Olimpijczyk z Atlanty 1996, gdzie zajął szóste miejsce w kategorii 52 kg. Szósty w mistrzostwach świata w 1989 i 1995. Zdobył srebrny medal w mistrzostwach Europy w 1995 roku.